# Devogelia
Devogelia là một chi thực vật có hoa trong họ Orchidaceae.